# Santa Olalla del Cala
Santa Olalla del Cala là một đô thị ở tỉnh Huelva, Tây Ban Nha. Đô thị này có diện tích 204 km² và mật độ 10,5 người/km². Tọa độ địa lý là 37º 54' độ vĩ bắc, 6º 14' độ kinh đông. Đô thị này nằm ở độ cao 535 mét và cách tỉnh lỵ Huelva 149 km, cách Sevilla 70 km.

## Dân số
| 1999  | 2000  | 2001  | 2002  | 2003  | 2004  | 2005  |
| ----- | ----- | ----- | ----- | ----- | ----- | ----- |
| 2.297 | 2.244 | 2.203 | 2.192 | 2.173 | 2.176 | 2.143 |

Nguồn: INE (Tây Ban Nha)